# Lijst van interlands Israëlisch voetbalelftal 1960-1969

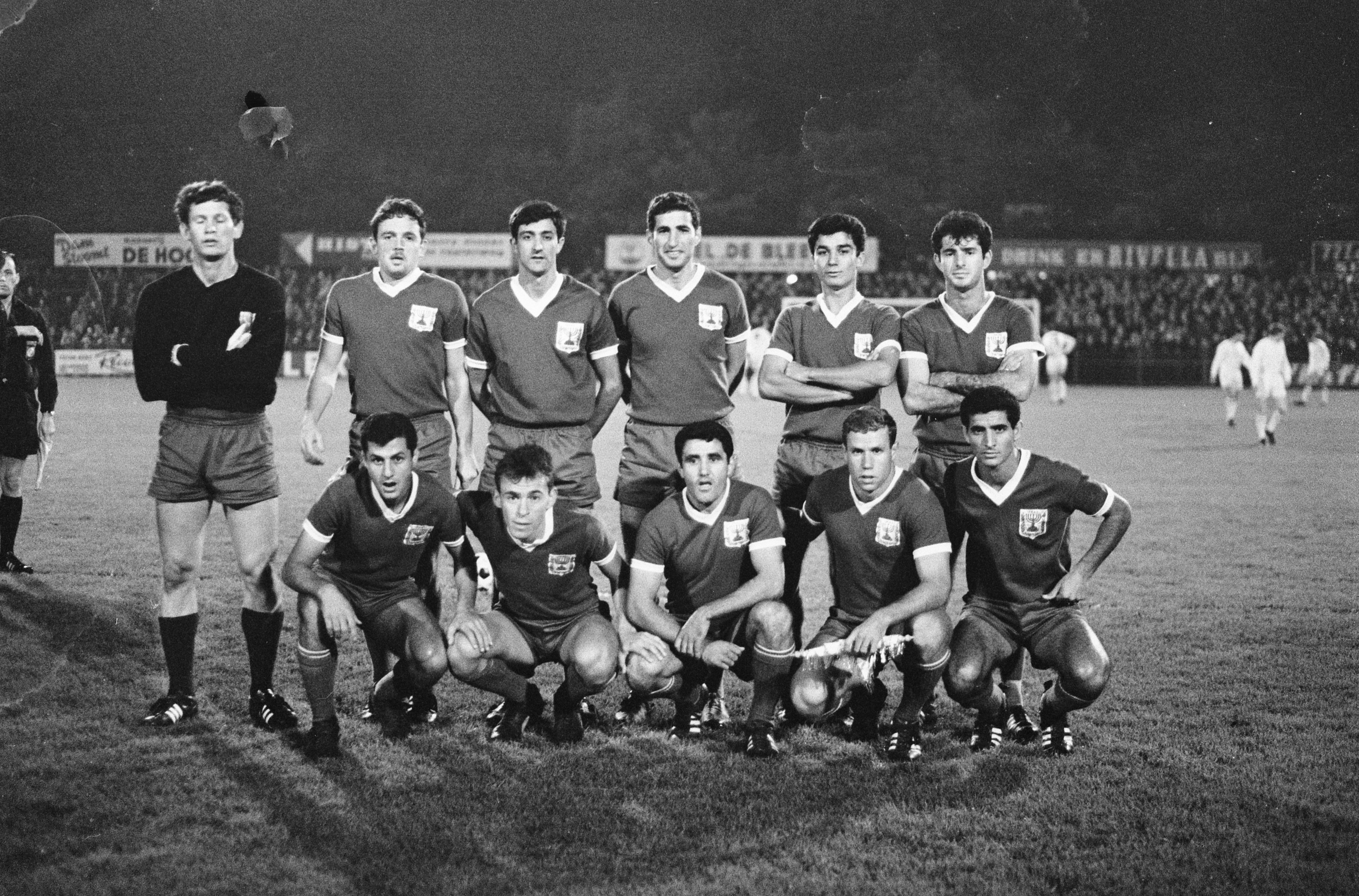
19 oktober 1966
Nederland tegen Israël

Deze pagina toont een chronologisch en gedetailleerd overzicht van de interlands die het Israëlisch voetbalelftal heeft gespeeld in de periode 1960 – 1969.

## Interlands

### 1960
|                                                                                               |                                         |       |                       |                                                                                       |
| 6 maart Olympisch kwalificatietoernooi voetbal 1960 № 37 «onderlinge duels» 15:15 uur (UTC+2) | Israël                                  | 2 – 1 | Griekenland           | Ramat Ganstadion, Ramat Gan Toeschouwers: 45.000 Scheidsrechter: Davoud Nassiri (IRN) |
| 6 maart Olympisch kwalificatietoernooi voetbal 1960 № 37 «onderlinge duels» 15:15 uur (UTC+2) | Avraham Menchel 50' Yehoshua Glazer 87' |       | 6' Kostas Linoxilakis | Ramat Ganstadion, Ramat Gan Toeschouwers: 45.000 Scheidsrechter: Davoud Nassiri (IRN) |

|                                                                                               |                           |       |                     |                                                                                                  |
| 3 april Olympisch kwalificatietoernooi voetbal 1960 № 38 «onderlinge duels» 16:00 uur (UTC+1) | Griekenland               | 2 – 1 | Israël              | Leoforos Alexandrasstadion, Athene Toeschouwers: 18.000 Scheidsrechter: Francesco Liverani (ITA) |
| 3 april Olympisch kwalificatietoernooi voetbal 1960 № 38 «onderlinge duels» 16:00 uur (UTC+1) | Lambis Serafidis 66', 80' |       | 60' Yehoshua Glazer | Leoforos Alexandrasstadion, Athene Toeschouwers: 18.000 Scheidsrechter: Francesco Liverani (ITA) |

|                                                                                                |                   |       |                   |                                                                                    |
| 10 april Olympisch kwalificatietoernooi voetbal 1960 № 39 «onderlinge duels» 15:45 uur (UTC+1) | Joegoslavië       | 1 – 2 | Israël            | JNA Stadion, Belgrado Toeschouwers: 35.000 Scheidsrechter: Friedrich Seipelt (AUT) |
| 10 april Olympisch kwalificatietoernooi voetbal 1960 № 39 «onderlinge duels» 15:45 uur (UTC+1) | Muhamed Mujić 33' |       | 2', 67' Rafi Levi | JNA Stadion, Belgrado Toeschouwers: 35.000 Scheidsrechter: Friedrich Seipelt (AUT) |

|                                                                    |                                                                  |       |          |                                                                                   |
| 22 mei Vriendschappelijk № 40 «onderlinge duels» 16:30 uur (UTC+2) | Israël                                                           | 4 – 0 | Engeland | Ramat Ganstadion, Ramat Gan Toeschouwers: 45.000 Scheidsrechter: Jack Kelly (ENG) |
| 22 mei Vriendschappelijk № 40 «onderlinge duels» 16:30 uur (UTC+2) | Rafi Levi 34', 71' (pen.) Yeoshua Glazer 75' Avraham Menchel 76' |       |          | Ramat Ganstadion, Ramat Gan Toeschouwers: 45.000 Scheidsrechter: Jack Kelly (ENG) |

| Aziatisch kampioenschap voetbal 1960 |
| ------------------------------------ |

|                                                                               |                                        |       |        |                                                                                 |
| 17 oktober Azië Cup Groepswedstrijd № 41 «onderlinge duels» 15:30 uur (UTC+9) | Zuid-Korea                             | 3 – 0 | Israël | Hyochangstadion, Seoel Toeschouwers: 45.000 Scheidsrechter: Yozo Yokoyama (JPN) |
| 17 oktober Azië Cup Groepswedstrijd № 41 «onderlinge duels» 15:30 uur (UTC+9) | Cho Yoon-Ok 17', 60' Woo Sang-Kwon 30' |       |        | Hyochangstadion, Seoel Toeschouwers: 45.000 Scheidsrechter: Yozo Yokoyama (JPN) |

|                                                                               |                           |       |                                                                                            |                                                                                  |
| 19 oktober Azië Cup Groepswedstrijd № 42 «onderlinge duels» 15:30 uur (UTC+9) | Zuid-Vietnam              | 1 – 5 | Israël                                                                                     | Hyochangstadion, Seoel Toeschouwers: 15.000 Scheidsrechter: Luis Javellana (PHI) |
| 19 oktober Azië Cup Groepswedstrijd № 42 «onderlinge duels» 15:30 uur (UTC+9) | Trần Văn Nhung 68' (pen.) |       | 13' Rafi Levi 18' Nahum Stelmach 25' Shlomo Levi 32' Avraham Menchel 70' Amnon Aharonskind | Hyochangstadion, Seoel Toeschouwers: 15.000 Scheidsrechter: Luis Javellana (PHI) |

|                                                                               |        |                 |        |                                                                                 |
| 23 oktober Azië Cup Groepswedstrijd № 43 «onderlinge duels» 15:30 uur (UTC+9) | Taiwan | 0 – 1           | Israël | Hyochangstadion, Seoel Toeschouwers: 25.000 Scheidsrechter: Yozo Yokoyama (JPN) |
| 23 oktober Azië Cup Groepswedstrijd № 43 «onderlinge duels» 15:30 uur (UTC+9) |        | 71' Shlomo Levi |        | Hyochangstadion, Seoel Toeschouwers: 25.000 Scheidsrechter: Yozo Yokoyama (JPN) |

|  |  |  |  |  |  |  |  |  |

|                                                                            |                    |       |                 |                                                                             |
| 13 november WK 1962 kwalificatie № 44 «onderlinge duels» 14:30 uur (UTC+1) | Cyprus             | 1 – 1 | Israël          | GSP-stadion, Nicosia Toeschouwers: 11.000 Scheidsrechter: Živko Bajić (YUG) |
| 13 november WK 1962 kwalificatie № 44 «onderlinge duels» 14:30 uur (UTC+1) | Mihalis Sialis 29' |       | 31' Boaz Kofman | GSP-stadion, Nicosia Toeschouwers: 11.000 Scheidsrechter: Živko Bajić (YUG) |

|                                                                            |                                                                     |       |                           |                                                                                    |
| 27 november WK 1962 kwalificatie № 45 «onderlinge duels» 14:30 uur (UTC+2) | Israël                                                              | 6 – 1 | Cyprus                    | Ramat Ganstadion, Ramat Gan Toeschouwers: 45.000 Scheidsrechter: Živko Bajić (YUG) |
| 27 november WK 1962 kwalificatie № 45 «onderlinge duels» 14:30 uur (UTC+2) | Shlomo Levi 14', 30', 66' Shlomo Nahari 34' Nahum Stelmach 61', 88' |       | 89' (pen.) Mihalis Sialis | Ramat Ganstadion, Ramat Gan Toeschouwers: 45.000 Scheidsrechter: Živko Bajić (YUG) |

### 1961
|                                                                         |                    |       |          |                                                                                     |
| 14 maart WK 1962 kwalificatie № 46 «onderlinge duels» 15:30 uur (UTC+2) | Israël             | 1 – 0 | Ethiopië | Ramat Ganstadion, Ramat Gan Toeschouwers: 35.000 Scheidsrechter: István Zsolt (HUN) |
| 14 maart WK 1962 kwalificatie № 46 «onderlinge duels» 15:30 uur (UTC+2) | Yeoshua Glazer 69' |       |          | Ramat Ganstadion, Ramat Gan Toeschouwers: 35.000 Scheidsrechter: István Zsolt (HUN) |

|                                                                         |                                                   |       |                   |                                                                                   |
| 19 maart WK 1962 kwalificatie № 47 «onderlinge duels» 15:30 uur (UTC+2) | Israël                                            | 3 – 2 | Ethiopië          | Ramat Ganstadion, Ramat Gan Toeschouwers: 30.000 Scheidsrechter: János Pósa (HUn) |
| 19 maart WK 1962 kwalificatie № 47 «onderlinge duels» 15:30 uur (UTC+2) | Yeoshua Glazer 27', 77' Nahum Stelmach 59' (pen.) |       | Mengistou Tesfaye | Ramat Ganstadion, Ramat Gan Toeschouwers: 30.000 Scheidsrechter: János Pósa (HUn) |

|                                                                           |                                   |       |                                                                      |                                                                                     |
| 15 oktober WK 1962 kwalificatie № 48 «onderlinge duels» 15:00 uur (UTC+2) | Israël                            | 2 – 4 | Italië                                                               | Ramat Ganstadion, Ramat Gan Toeschouwers: 40.790 Scheidsrechter: Yordan Takov (BUL) |
| 15 oktober WK 1962 kwalificatie № 48 «onderlinge duels» 15:00 uur (UTC+2) | Nahum Stelmach 16' Roby Young 39' |       | 53' (pen.) Francisco Lojacono 79' Josè Altafini 87', 90' Mario Corso | Ramat Ganstadion, Ramat Gan Toeschouwers: 40.790 Scheidsrechter: Yordan Takov (BUL) |

|                                                                        |                    |       |            |                                                                                      |
| 22 oktober Vriendschappelijk № 49 «onderlinge duels» 15:00 uur (UTC+2) | Israël             | 1 – 1 | Zuid-Korea | Ramat Ganstadion, Ramat Gan Toeschouwers: 30.000 Scheidsrechter: Avraham Dudai (ISR) |
| 22 oktober Vriendschappelijk № 49 «onderlinge duels» 15:00 uur (UTC+2) | Nahum Stelmach 86' |       | ?          | Ramat Ganstadion, Ramat Gan Toeschouwers: 30.000 Scheidsrechter: Avraham Dudai (ISR) |

|                                                                           |                                                                      |       |        |                                                                                         |
| 4 november WK 1962 kwalificatie № 50 «onderlinge duels» 14:45 uur (UTC+1) | Italië                                                               | 6 – 0 | Israël | Stadio Comunale, Turijn Toeschouwers: 60.799 Scheidsrechter: Manuel Asensi Martín (ESP) |
| 4 november WK 1962 kwalificatie № 50 «onderlinge duels» 14:45 uur (UTC+1) | Omar Sívori 16', 52', 65', 88' Mario Corso 59' Antonio Angelillo 69' |       |        | Stadio Comunale, Turijn Toeschouwers: 60.799 Scheidsrechter: Manuel Asensi Martín (ESP) |

|                                                                      |          |       |                |                                                                                      |
| 9 november Vriendschappelijk № 51 «onderlinge duels» 19:30 uur (UTC) | Engeland | 7 – 1 | Israël         | [[[Elland Road]], Leeds Toeschouwers: 12.419 Scheidsrechter: Menahem Ashkenazi (ISR) |
| 9 november Vriendschappelijk № 51 «onderlinge duels» 19:30 uur (UTC) | ?        |       | 7' Shlomo Levi | [[[Elland Road]], Leeds Toeschouwers: 12.419 Scheidsrechter: Menahem Ashkenazi (ISR) |

|                                                                         |        |                      |             |                                                                                       |
| 14 december Vriendschappelijk № 52 «onderlinge duels» 14:00 uur (UTC+2) | Israël | 0 – 2                | Joegoslavië | Ramat Ganstadion, Ramat Gan Toeschouwers: 25.000 Scheidsrechter: Giuseppe Adami (ITA) |
| 14 december Vriendschappelijk № 52 «onderlinge duels» 14:00 uur (UTC+2) |        | 35', 53' Milan Galić |             | Ramat Ganstadion, Ramat Gan Toeschouwers: 25.000 Scheidsrechter: Giuseppe Adami (ITA) |

### 1962
|                                                                    |                                   |       |        |                                                                                            |
| 16 mei Vriendschappelijk № 53 «onderlinge duels» 15:30 uur (UTC+2) | Turkije                           | 1 – 0 | Israël | Mithatpaşa Stadyumu, Istanbul Toeschouwers: 18.708 Scheidsrechter: Aleksandar Škorić (YUG) |
| 16 mei Vriendschappelijk № 53 «onderlinge duels» 15:30 uur (UTC+2) | Lefter Küçükandonyadis 55' (pen.) |       |        | Mithatpaşa Stadyumu, Istanbul Toeschouwers: 18.708 Scheidsrechter: Aleksandar Škorić (YUG) |

|                                                                       |                                                                     |       |          |                                                                                  |
| 3 oktober Vriendschappelijk № 54 «onderlinge duels» 15:00 uur (UTC+2) | Israël                                                              | 3 – 0 | Ethiopië | Ramat Ganstadion, Ramat Gan Toeschouwers: 30.000 Scheidsrechter: Otto Frid (ISR) |
| 3 oktober Vriendschappelijk № 54 «onderlinge duels» 15:00 uur (UTC+2) | Amatsia Levkovich 26' (pen.) Avraham Menchel 58' Nahum Stelmach 72' |       |          | Ramat Ganstadion, Ramat Gan Toeschouwers: 30.000 Scheidsrechter: Otto Frid (ISR) |

|                                                                        |                     |       |            |                                                                                    |
| 17 oktober Vriendschappelijk № 55 «onderlinge duels» 14:45 uur (UTC+2) | Israël              | 1 – 1 | Oostenrijk | Ramat Ganstadion, Ramat Gan Toeschouwers: 38.000 Scheidsrechter: Cezmi Başar (TUR) |
| 17 oktober Vriendschappelijk № 55 «onderlinge duels» 14:45 uur (UTC+2) | Avraham Menchel 86' |       | ?          | Ramat Ganstadion, Ramat Gan Toeschouwers: 38.000 Scheidsrechter: Cezmi Başar (TUR) |

|                                                                         |        |                                          |        |                                                                                     |
| 12 november Vriendschappelijk № 56 «onderlinge duels» 14:30 uur (UTC+2) | Israël | 0 – 4                                    | Zweden | Ramat Ganstadion, Ramat Gan Toeschouwers: 41.083 Scheidsrechter: Edward Budaj (POL) |
| 12 november Vriendschappelijk № 56 «onderlinge duels» 14:30 uur (UTC+2) |        | 9' Owe Ohlsson 12', 82', 86' Leif Skiöld |        | Ramat Ganstadion, Ramat Gan Toeschouwers: 41.083 Scheidsrechter: Edward Budaj (POL) |

|                                                                         |        |                      |         |                                                                                              |
| 25 november Vriendschappelijk № 57 «onderlinge duels» 14:30 uur (UTC+2) | Israël | 0 – 2                | Turkije | Ramat Ganstadion, Ramat Gan Toeschouwers: 35.000 Scheidsrechter: Dimosthenis Stathatos (GRE) |
| 25 november Vriendschappelijk № 57 «onderlinge duels» 14:30 uur (UTC+2) |        | 11', 14' Şenol Birol |         | Ramat Ganstadion, Ramat Gan Toeschouwers: 35.000 Scheidsrechter: Dimosthenis Stathatos (GRE) |

### 1963
|                                                                    |        |                                                     |          |                                                                                 |
| 19 mei Vriendschappelijk № 58 «onderlinge duels» 16:00 uur (UTC+2) | Israël | 0 – 5                                               | Brazilië | Ramat Ganstadion, Ramat Gan Toeschouwers: 42.000 Scheidsrechter: Leo Horn (NED) |
| 19 mei Vriendschappelijk № 58 «onderlinge duels» 16:00 uur (UTC+2) |        | 12' Zequinha 17', 42' Quarentinha 83', 87' Amarildo |          | Ramat Ganstadion, Ramat Gan Toeschouwers: 42.000 Scheidsrechter: Leo Horn (NED) |

|                                                                                                   |              |                |        |                                                                                  |
| 29 december Olympisch kwalificatietoernooi voetbal 1960 № 59 «onderlinge duels» 16:00 uur (UTC+7) | Zuid-Vietnam | 0 – 1          | Israël | Cộng Hòastadion, Saigon Toeschouwers: 25.000 Scheidsrechter: Greg da Silva (MAS) |
| 29 december Olympisch kwalificatietoernooi voetbal 1960 № 59 «onderlinge duels» 16:00 uur (UTC+7) |              | 20' Roby Young |        | Cộng Hòastadion, Saigon Toeschouwers: 25.000 Scheidsrechter: Greg da Silva (MAS) |

### 1964
|                                                                       |          |                                              |        |                                                                                       |
| 2 januari Vriendschappelijk № 60 «onderlinge duels» 20:00 uur (UTC+8) | Hongkong | 0 – 3                                        | Israël | Government Stadium, Hongkong Toeschouwers: 10.000 Scheidsrechter: Fred Pratlett (HKG) |
| 2 januari Vriendschappelijk № 60 «onderlinge duels» 20:00 uur (UTC+8) |          | 7', 72' Yosef Mahalal 43' Mordechai Spiegler |        | Government Stadium, Hongkong Toeschouwers: 10.000 Scheidsrechter: Fred Pratlett (HKG) |

|                                                                                                |        |       |              |                                                                                    |
| 17 maart Olympisch kwalificatietoernooi voetbal 1960 № 61 «onderlinge duels» 15:45 uur (UTC+2) | Israël | 0 – 2 | Zuid-Vietnam | Ramat Ganstadion, Ramat Gan Toeschouwers: 36.937 Scheidsrechter: Hakkı Gürüz (TUR) |
| 17 maart Olympisch kwalificatietoernooi voetbal 1960 № 61 «onderlinge duels» 15:45 uur (UTC+2) |        | ?     |              | Ramat Ganstadion, Ramat Gan Toeschouwers: 36.937 Scheidsrechter: Hakkı Gürüz (TUR) |

|                                                                    |        |       |          |                                                                                                  |
| 17 mei Vriendschappelijk № 62 «onderlinge duels» 16:15 uur (UTC+2) | Israël | 0 – 4 | Engeland | Bloomfieldstadion, Tel Aviv Toeschouwers: 20.000 Scheidsrechter: Aleksandros Monastiriotis (GRE) |
| 17 mei Vriendschappelijk № 62 «onderlinge duels» 16:15 uur (UTC+2) |        | ?     |          | Bloomfieldstadion, Tel Aviv Toeschouwers: 20.000 Scheidsrechter: Aleksandros Monastiriotis (GRE) |

| Aziatisch kampioenschap voetbal 1964 |
| ------------------------------------ |

|                                                                                |                        |       |          |                                                                                     |
| 26 mei Azië Cup 1964 Groepswedstrijd № 63 «onderlinge duels» 16:30 uur (UTC+2) | Israël                 | 1 – 0 | Hongkong | Ramat Ganstadion, Ramat Gan Toeschouwers: 25.000 Scheidsrechter: Patrick Nice (MAS) |
| 26 mei Azië Cup 1964 Groepswedstrijd № 63 «onderlinge duels» 16:30 uur (UTC+2) | Mordechai Spiegler 76' |       |          | Ramat Ganstadion, Ramat Gan Toeschouwers: 25.000 Scheidsrechter: Patrick Nice (MAS) |

|                                                                                |                                                 |       |       |                                                                                    |
| 29 mei Azië Cup 1964 Groepswedstrijd № 64 «onderlinge duels» 16:30 uur (UTC+2) | Israël                                          | 2 – 0 | India | Bloomfieldstadion, Tel Aviv Toeschouwers: 18.000 Scheidsrechter: Li Pak Tung (MAS) |
| 29 mei Azië Cup 1964 Groepswedstrijd № 64 «onderlinge duels» 16:30 uur (UTC+2) | Mordechai Spiegler 29' (pen.) Yohai Aharoni 76' |       |       | Bloomfieldstadion, Tel Aviv Toeschouwers: 18.000 Scheidsrechter: Li Pak Tung (MAS) |

|                                                                                |                                 |       |                    |                                                                                       |
| 3 juni Azië Cup 1964 Groepswedstrijd № 65 «onderlinge duels» 16:30 uur (UTC+2) | Israël                          | 2 – 1 | Zuid-Korea         | Ramat Ganstadion, Ramat Gan Toeschouwers: 35.000 Scheidsrechter: Davoud Nassiri (IRN) |
| 3 juni Azië Cup 1964 Groepswedstrijd № 65 «onderlinge duels» 16:30 uur (UTC+2) | Moshe Lion 20' Gideon Tisch 37' |       | 79' Lee Soon-Myung | Ramat Ganstadion, Ramat Gan Toeschouwers: 35.000 Scheidsrechter: Davoud Nassiri (IRN) |

|  |  |  |  |  |  |  |  |  |

|                                                                        |                                         |       |             |                                                                                     |
| 28 oktober Vriendschappelijk № 66 «onderlinge duels» 14:45 uur (UTC+2) | Israël                                  | 2 – 0 | Joegoslavië | Bloomfieldstadion, Tel Aviv Toeschouwers: 17.000 Scheidsrechter: Helmut Fritz (GER) |
| 28 oktober Vriendschappelijk № 66 «onderlinge duels» 14:45 uur (UTC+2) | Mordechai Spiegler 63' Shimon Cohen 70' |       |             | Bloomfieldstadion, Tel Aviv Toeschouwers: 17.000 Scheidsrechter: Helmut Fritz (GER) |

|                                                                        |        |                     |            |                                                                                        |
| 1 december Vriendschappelijk № 67 «onderlinge duels» 14:15 uur (UTC+2) | Israël | 0 – 1               | Denemarken | Bloomfieldstadion, Tel Aviv Toeschouwers: 13.0000 Scheidsrechter: Branko Tešanić (YUG) |
| 1 december Vriendschappelijk № 67 «onderlinge duels» 14:15 uur (UTC+2) |        | 67' Tom Søndergaard |            | Bloomfieldstadion, Tel Aviv Toeschouwers: 13.0000 Scheidsrechter: Branko Tešanić (YUG) |

### 1965
|                                                                        |        |                  |           |                                                                                      |
| 26 januari Vriendschappelijk № 68 «onderlinge duels» 15:00 uur (UTC+1) | Israël | 0 – 1            | Nederland | Bloomfieldstadion, Tel Aviv Toeschouwers: 14.000 Scheidsrechter: Abraham Klein (ISR) |
| 26 januari Vriendschappelijk № 68 «onderlinge duels» 15:00 uur (UTC+1) |        | 32' Piet Fransen |           | Bloomfieldstadion, Tel Aviv Toeschouwers: 14.000 Scheidsrechter: Abraham Klein (ISR) |

|                                                                      |        |       |             |                                                                                              |
| 17 maart Vriendschappelijk № 69 «onderlinge duels» 15:45 uur (UTC+2) | Israël | 0 – 0 | Zwitserland | Bloomfieldstadion, Tel Aviv Toeschouwers: 21.000 Scheidsrechter: Nikolaos Yiannopoulos (GRE) |
| 17 maart Vriendschappelijk № 69 «onderlinge duels» 15:45 uur (UTC+2) |        |       |             | Bloomfieldstadion, Tel Aviv Toeschouwers: 21.000 Scheidsrechter: Nikolaos Yiannopoulos (GRE) |

|                                                                      |                       |       |        |                                                                                 |
| 9 mei WK 1966 kwalificatie № 70 «onderlinge duels» 17:00 uur (UTC+1) | België                | 1 – 0 | Israël | Heizelstadion, Brussel Toeschouwers: 21.699 Scheidsrechter: Einer Poulsen (DEN) |
| 9 mei WK 1966 kwalificatie № 70 «onderlinge duels» 17:00 uur (UTC+1) | Jef Jurion 23' (pen.) |       |        | Heizelstadion, Brussel Toeschouwers: 21.699 Scheidsrechter: Einer Poulsen (DEN) |

|                                                                        |                                                               |       |        |                                                                             |
| 13 juni WK 1966 kwalificatie № 71 «onderlinge duels» 18:00 uur (UTC+2) | Bulgarije                                                     | 4 – 0 | Israël | Slavia Stadion, Sofia Toeschouwers: 18.770 Scheidsrechter: Faruk Talu (TUR) |
| 13 juni WK 1966 kwalificatie № 71 «onderlinge duels» 18:00 uur (UTC+2) | Nikola Kotkov 15', 39' Georgi Asparukhov 68' Stoyan Kitov 86' |       |        | Slavia Stadion, Sofia Toeschouwers: 18.770 Scheidsrechter: Faruk Talu (TUR) |

|                                                                            |        |                                                               |        |                                                                                          |
| 10 november WK 1966 kwalificatie № 72 «onderlinge duels» 14:00 uur (UTC+2) | Israël | 0 – 5                                                         | België | Ramat Ganstadion, Ramat Gan Toeschouwers: 48.355 Scheidsrechter: Antonio Sbardella (IRA) |
| 10 november WK 1966 kwalificatie № 72 «onderlinge duels» 14:00 uur (UTC+2) |        | 24', 33', 70' Paul Van Himst 29' Johny Thio 48' Wilfried Puis |        | Ramat Ganstadion, Ramat Gan Toeschouwers: 48.355 Scheidsrechter: Antonio Sbardella (IRA) |

|                                                                            |                   |       |                                      |                                                                                         |
| 21 november WK 1966 kwalificatie № 73 «onderlinge duels» 14:00 uur (UTC+2) | Israël            | 1 – 2 | Bulgarije                            | Ramat Ganstadion, Ramat Gan Toeschouwers: 28.213 Scheidsrechter: Eduard Babauczek (AUT) |
| 21 november WK 1966 kwalificatie № 73 «onderlinge duels» 14:00 uur (UTC+2) | Rahamim Talbi 48' |       | 32' Ivan Kolev 81' Georgi Asparukhov | Ramat Ganstadion, Ramat Gan Toeschouwers: 28.213 Scheidsrechter: Eduard Babauczek (AUT) |

### 1966
|                                                                     | |       |         |                                                                                      |
| 6 april Vriendschappelijk № 74 «onderlinge duels» 16:00 uur (UTC+2) | Israël                                                                                               | 7 – 1 | Finland | Bloomfieldstadion, Tel Aviv Toeschouwers: 15.000 Scheidsrechter: Moshe Mizrahi (ISR) |
| 6 april Vriendschappelijk № 74 «onderlinge duels» 16:00 uur (UTC+2) | Giora Spiegel 15', 32' Mordechai Spiegler 39', 64' Rahamim Talbi 46' Roby Young 52' Moshe Romano 89' |       | ?       | Bloomfieldstadion, Tel Aviv Toeschouwers: 15.000 Scheidsrechter: Moshe Mizrahi (ISR) |

|                                                                   |         |                                        |        |                                                                                     |
| 8 mei Vriendschappelijk № 75 «onderlinge duels» 17:00 uur (UTC+2) | Finland | 0 – 3                                  | Israël | Olympisch Stadion, Helsinki Toeschouwers: 14.788 Scheidsrechter: Arvo Jokinen (FIN) |
| 8 mei Vriendschappelijk № 75 «onderlinge duels» 17:00 uur (UTC+2) |         | 74' Roby Young 75', 87' Nahum Stelmach |        | Olympisch Stadion, Helsinki Toeschouwers: 14.788 Scheidsrechter: Arvo Jokinen (FIN) |

|                                                                     |                        |       |         |                                                                                          |
| 15 juni Vriendschappelijk № 76 «onderlinge duels» 16:16 uur (UTC+2) | Israël                 | 1 – 2 | Uruguay | Ramat Ganstadion, Ramat Gan Toeschouwers: 35.000 Scheidsrechter: Menahem Ashkenazi (ISR) |
| 15 juni Vriendschappelijk № 76 «onderlinge duels» 16:16 uur (UTC+2) | Mordechai Spiegler 71' |       | ?       | Ramat Ganstadion, Ramat Gan Toeschouwers: 35.000 Scheidsrechter: Menahem Ashkenazi (ISR) |

|                                                                        |                        |       |                                                    |                                                                                        |
| 12 oktober Vriendschappelijk № 77 «onderlinge duels» 15:00 uur (UTC+2) | Israël                 | 1 – 3 | Joegoslavië                                        | Bloomfieldstadion, Tel Aviv Toeschouwers: 17.000 Scheidsrechter: Aharon Shoshani (ISR) |
| 12 oktober Vriendschappelijk № 77 «onderlinge duels» 15:00 uur (UTC+2) | Mordechai Spiegler 35' |       | 34' Slaven Zambata 42' Josip Bukal 86' Josip Bukal | Bloomfieldstadion, Tel Aviv Toeschouwers: 17.000 Scheidsrechter: Aharon Shoshani (ISR) |

|                                                                        |           |       |                |                                                                                     |
| 19 oktober Vriendschappelijk № 78 «onderlinge duels» 19:30 uur (UTC+1) | Nederland | 4 – 1 | Israël         | Cambuurstadion, Leeuwarden Toeschouwers: 7.000 Scheidsrechter: Robert Lacoste (FRA) |
| 19 oktober Vriendschappelijk № 78 «onderlinge duels» 19:30 uur (UTC+1) | ?         |       | 78' Roby Young | Cambuurstadion, Leeuwarden Toeschouwers: 7.000 Scheidsrechter: Robert Lacoste (FRA) |

|                                                      |             |       |        |                                                                                      |
| 22 oktober Vriendschappelijk № 79 «onderlinge duels» | Zwitserland | 4 – 0 | Israël | Stade des Charmilles, Genève Toeschouwers: 4.915 Scheidsrechter: Marcel Zeimes (LUX) |
| 22 oktober Vriendschappelijk № 79 «onderlinge duels» | ?           |       |        | Stade des Charmilles, Genève Toeschouwers: 4.915 Scheidsrechter: Marcel Zeimes (LUX) |

|                                                                        |                                                    |       |               |                                                                                          |
| 26 oktober Vriendschappelijk № 80 «onderlinge duels» 19:00 uur (UTC+1) | Denemarken                                         | 3 – 1 | Israël        | Københavns Idrætspark, Kopenhagen Toeschouwers: 13.500 Scheidsrechter: Wim Schalks (NED) |
| 26 oktober Vriendschappelijk № 80 «onderlinge duels» 19:00 uur (UTC+1) | Kjeld Thorst 48' Johnny Hansen 71' Rene Møller 82' |       | 4' Moshe Asis | Københavns Idrætspark, Kopenhagen Toeschouwers: 13.500 Scheidsrechter: Wim Schalks (NED) |

|                                                                        |        |       |       |                                                                                                  |
| 3 december Vriendschappelijk № 81 «onderlinge duels» 14:00 uur (UTC+2) | Israël | 0 – 0 | Polen | Bloomfieldstadion, Tel Aviv Toeschouwers: 18.000 Scheidsrechter: Aleksandros Monastiriotis (GRE) |
| 3 december Vriendschappelijk № 81 «onderlinge duels» 14:00 uur (UTC+2) |        |       |       | Bloomfieldstadion, Tel Aviv Toeschouwers: 18.000 Scheidsrechter: Aleksandros Monastiriotis (GRE) |

|                                                                        |                  |       |                                             |                                                                                                  |
| 7 december Vriendschappelijk № 82 «onderlinge duels» 14:00 uur (UTC+2) | Israël           | 1 – 2 | Roemenië                                    | Bloomfieldstadion, Tel Aviv Toeschouwers: 17.000 Scheidsrechter: Aleksandros Monastiriotis (GRE) |
| 7 december Vriendschappelijk № 82 «onderlinge duels» 14:00 uur (UTC+2) | George Borba 17' |       | 37' Alexandru Badea 52' (pen.) Ion Pîrcălab | Bloomfieldstadion, Tel Aviv Toeschouwers: 17.000 Scheidsrechter: Aleksandros Monastiriotis (GRE) |

### 1967
|                                                                    |                   |       |                                     |                                                                                      |
| 16 mei Vriendschappelijk № 83 «onderlinge duels» 16:00 uur (UTC+2) | Israël            | 1 – 2 | Schotland                           | Ramat Ganstadion, Ramat Gan Toeschouwers: 27.000 Scheidsrechter: Moshe Mizrahi (ISR) |
| 16 mei Vriendschappelijk № 83 «onderlinge duels» 16:00 uur (UTC+2) | Giora Spiegel 40' |       | 21' Willie Morgan 83' Alex Ferguson | Ramat Ganstadion, Ramat Gan Toeschouwers: 27.000 Scheidsrechter: Moshe Mizrahi (ISR) |

|                                                                         |           |       |                        |                                                                            |
| 7 september Vriendschappelijk № 84 «onderlinge duels» 20:00 uur (UTC+1) | Nederland | 1 – 2 | Israël                 | Galgenwaard, Utrecht Toeschouwers: 2.000 Scheidsrechter: Wim Schalks (NED) |
| 7 september Vriendschappelijk № 84 «onderlinge duels» 20:00 uur (UTC+1) | ?         |       | 42', 81' Rahamim Talbi | Galgenwaard, Utrecht Toeschouwers: 2.000 Scheidsrechter: Wim Schalks (NED) |

### 1968
|                                                                        |        |                                       |        |                                                                                        |
| 10 januari Vriendschappelijk № 85 «onderlinge duels» 14:30 uur (UTC+2) | Israël | 0 – 2                                 | België | Bloomfieldstadion, Tel Aviv Toeschouwers: 14.000 Scheidsrechter: Rudolf Scheurer (SUI) |
| 10 januari Vriendschappelijk № 85 «onderlinge duels» 14:30 uur (UTC+2) |        | 11' Johan De Vrindt 36' Wilfried Puis |        | Bloomfieldstadion, Tel Aviv Toeschouwers: 14.000 Scheidsrechter: Rudolf Scheurer (SUI) |

|                                                                         |                             |       |                      |                                                                                             |
| 14 februari Vriendschappelijk № 86 «onderlinge duels» 15:30 uur (UTC+2) | Israël                      | 2 – 1 | Zwitserland          | Bloomfieldstadion, Tel Aviv Toeschouwers: 8.000 Scheidsrechter: Alessandro D`Agostini (ITA) |
| 14 februari Vriendschappelijk № 86 «onderlinge duels» 15:30 uur (UTC+2) | Mordechai Spiegler 43', 67' |       | 49' Friedrich Künzli | Bloomfieldstadion, Tel Aviv Toeschouwers: 8.000 Scheidsrechter: Alessandro D`Agostini (ITA) |

|                                                                         |        |                               |        |                                                                                         |
| 19 februari Vriendschappelijk № 87 «onderlinge duels» 15:30 uur (UTC+2) | Israël | 0 – 3                         | Zweden | Bloomfieldstadion, Tel Aviv Toeschouwers: 18.000 Scheidsrechter: Andrei Rădulescu (ROU) |
| 19 februari Vriendschappelijk № 87 «onderlinge duels» 15:30 uur (UTC+2) |        | 25', 27', 44' Inge Ejderstedt |        | Bloomfieldstadion, Tel Aviv Toeschouwers: 18.000 Scheidsrechter: Andrei Rădulescu (ROU) |

|                                                                                                |                                                                                                   |       |        |                                                                                        |
| 17 maart Olympisch kwalificatietoernooi voetbal 1968 № 88 «onderlinge duels» 15:45 uur (UTC+2) | Israël                                                                                            | 7 – 0 | Ceylon | Bloomfieldstadion, Tel Aviv Toeschouwers: 14.000 Scheidsrechter: Wanchai Suvaree (THA) |
| 17 maart Olympisch kwalificatietoernooi voetbal 1968 № 88 «onderlinge duels» 15:45 uur (UTC+2) | George Borba 1', 63' Mordechai Spiegler 11', 59', 875' W.N.C. Perera 30' (e.d.) Giora Spiegel 47' |       |        | Bloomfieldstadion, Tel Aviv Toeschouwers: 14.000 Scheidsrechter: Wanchai Suvaree (THA) |

|                                                                                                |        |                                                                           |        |                                                                                       |
| 22 maart Olympisch kwalificatietoernooi voetbal 1968 № 89 «onderlinge duels» 15:00 uur (UTC+2) | Ceylon | 0 – 4                                                                     | Israël | Bloomfieldstadion, Tel Aviv Toeschouwers: 10.000 Scheidsrechter: Joseph Heymann (SUI) |
| 22 maart Olympisch kwalificatietoernooi voetbal 1968 № 89 «onderlinge duels» 15:00 uur (UTC+2) |        | 55' Giora Spiegel 62' Rahamim Talbi 66' Shmuel Rosenthal 77' George Borba |        | Bloomfieldstadion, Tel Aviv Toeschouwers: 10.000 Scheidsrechter: Joseph Heymann (SUI) |

| Aziatisch kampioenschap voetbal 1968 |
| ------------------------------------ |

|                                                                                   |          |       |                                                                         |                                                                                     |
| 12 mei Azië Cup 1968 Groepswedstrijd № 90 «onderlinge duels» 18:00 uur (UTC+3:30) | Hongkong | 1 – 6 | Israël                                                                  | Amjadiehstadion, Teheran Toeschouwers: 15.000 Scheidsrechter: Batha Chaterchi (IND) |
| 12 mei Azië Cup 1968 Groepswedstrijd № 90 «onderlinge duels» 18:00 uur (UTC+3:30) | ?        |       | 9', 53' Mordechai Spiegler 52', 65' Giora Spiegel 61', 71' Moshe Romano | Amjadiehstadion, Teheran Toeschouwers: 15.000 Scheidsrechter: Batha Chaterchi (IND) |

|                                                                                   |       |       |        |                                                                                           |
| 14 mei Azië Cup 1968 Groepswedstrijd № 91 «onderlinge duels» 18:00 uur (UTC+3:30) | Birma | 1 – 0 | Israël | Shahid Shiroudistadion, Teheran Toeschouwers: 20.000 Scheidsrechter: Norman Boswell (MAS) |
| 14 mei Azië Cup 1968 Groepswedstrijd № 91 «onderlinge duels» 18:00 uur (UTC+3:30) | ?     |       |        | Shahid Shiroudistadion, Teheran Toeschouwers: 20.000 Scheidsrechter: Norman Boswell (MAS) |

|                                                                                   |        |       |                                                             |                                                                                          |
| 17 mei Azië Cup 1968 Groepswedstrijd № 92 «onderlinge duels» 16:00 uur (UTC+3:30) | Taiwan | 1 – 4 | Israël                                                      | Shahid Shiroudistadion, Teheran Toeschouwers: 20.000 Scheidsrechter: Narayan Ghosh (IND) |
| 17 mei Azië Cup 1968 Groepswedstrijd № 92 «onderlinge duels» 16:00 uur (UTC+3:30) | ?      |       | 2', 60' Moshe Romano 70' Shmuel Rosenthal 76' Giora Spiegel | Shahid Shiroudistadion, Teheran Toeschouwers: 20.000 Scheidsrechter: Narayan Ghosh (IND) |

|                                                                                   |      |       |                   |                                                                                            |
| 19 mei Azië Cup 1968 Groepswedstrijd № 93 «onderlinge duels» 18:00 uur (UTC+3:30) | Iran | 2 – 1 | Israël            | Shahid Shiroudistadion, Teheran Toeschouwers: 38.000 Scheidsrechter: Alex Joseph Vaz (IND) |
| 19 mei Azië Cup 1968 Groepswedstrijd № 93 «onderlinge duels» 18:00 uur (UTC+3:30) | ?    |       | 53' Giora Spiegel | Shahid Shiroudistadion, Teheran Toeschouwers: 38.000 Scheidsrechter: Alex Joseph Vaz (IND) |

|  |  |  |  |  |  |  |  |  |

|                                                                          |                                          |       |                                        |                                                                                     |
| 10 september Vriendschappelijk № 94 «onderlinge duels» 18:00 uur (UTC+2) | Israël                                   | 2 – 3 | Noord-Ierland                          | Bloomfieldstadion, Tel Aviv Toeschouwers: 21.000 Scheidsrechter: Othmar Huber (SUI) |
| 10 september Vriendschappelijk № 94 «onderlinge duels» 18:00 uur (UTC+2) | Mordechai Spiegler 52' Rahamim Talbi 63' |       | 4', 39' Willie Irvine 20' Derek Dougan | Bloomfieldstadion, Tel Aviv Toeschouwers: 21.000 Scheidsrechter: Othmar Huber (SUI) |

|                                                                          |                                     |       |                                              |                                                                                       |
| 15 september Vriendschappelijk № 95 «onderlinge duels» 16:00 uur (UTC−4) | Verenigde Staten                    | 3 – 3 | Israël                                       | Yankee Stadium, New York Toeschouwers: 10.118 Scheidsrechter: John Di Salvatore (USA) |
| 15 september Vriendschappelijk № 95 «onderlinge duels» 16:00 uur (UTC−4) | Willy Roy 50' Peter Millar 79', 84' |       | 3' (10) Mordechai Spiegler 39' Giora Spiegel | Yankee Stadium, New York Toeschouwers: 10.118 Scheidsrechter: John Di Salvatore (USA) |

|                                                                          |                  |                                       |        |                                                                                    |
| 25 september Vriendschappelijk № 96 «onderlinge duels» 20:30 uur (UTC−4) | Verenigde Staten | 0 – 4                                 | Israël | Temple Stadium, Philadelphia Toeschouwers: 7.161 Scheidsrechter: James Black (USA) |
| 25 september Vriendschappelijk № 96 «onderlinge duels» 20:30 uur (UTC−4) |                  | 71', 79', 83', 89' Mordechai Spiegler |        | Temple Stadium, Philadelphia Toeschouwers: 7.161 Scheidsrechter: James Black (USA) |

| Olympische Spelen 1968 |
| ---------------------- |

|                                                                                |                                                          |       |                                          |                                                                                               |
| 13 oktober Olympische Spelen Groep C № 97 «onderlinge duels» 12:00 uur (UTC−6) | Israël                                                   | 5 – 3 | Ghana                                    | Estadio León, León de los Aldama Toeschouwers: 8.000 Scheidsrechter: Michel Kitabdjian (FRAw) |
| 13 oktober Olympische Spelen Groep C № 97 «onderlinge duels» 12:00 uur (UTC−6) | Giora Spiegel 11', 74' Yehoshua Feigenboim 16', 30', 71' |       | 18', 79' Malik Jabir 35' Gbadamosi Amosa | Estadio León, León de los Aldama Toeschouwers: 8.000 Scheidsrechter: Michel Kitabdjian (FRAw) |

|                                                                                |                                                          |       |                         |                                                                                                 |
| 15 oktober Olympische Spelen Groep C № 98 «onderlinge duels» 12:00 uur (UTC−6) | Israël                                                   | 3 – 1 | El Salvador             | Estadio León, León de los Aldama Toeschouwers: 5.000 Scheidsrechter: Shakirudeen Thompson (NGR) |
| 15 oktober Olympische Spelen Groep C № 98 «onderlinge duels» 12:00 uur (UTC−6) | Rachamim Talbi 20' Mordechai Spiegler 44' Shraga Bar 85' |       | 35' Juan Ramón Martínez | Estadio León, León de los Aldama Toeschouwers: 5.000 Scheidsrechter: Shakirudeen Thompson (NGR) |

|                                                                                |                      |       |        |                                                                                         |
| 17 oktober Olympische Spelen Groep C № 99 «onderlinge duels» 12:00 uur (UTC−6) | Hongarije            | 2 – 0 | Israël | Estadio Jalisco, Guadalajara Toeschouwers: 25.000 Scheidsrechter: Arturo Yamasaki (MEX) |
| 17 oktober Olympische Spelen Groep C № 99 «onderlinge duels» 12:00 uur (UTC−6) | Antal Dunai 40', 75' |       |        | Estadio Jalisco, Guadalajara Toeschouwers: 25.000 Scheidsrechter: Arturo Yamasaki (MEX) |

|                                                                                     |                      |              |                         |                                                                                              |
| 20 oktober Olympische Spelen Kwartfinale № 100 «onderlinge duels» 12:00 uur (UTC−6) | Bulgarije            | 1 – 1 (n.v.) | Israël                  | Estadio León, León de los Aldama Toeschouwers: 8.000 Scheidsrechter: Michel Kitabdjian (FRA) |
| 20 oktober Olympische Spelen Kwartfinale № 100 «onderlinge duels» 12:00 uur (UTC−6) | Georgi Hristakiev 5' |              | 89' Yehoshua Feigenboim | Estadio León, León de los Aldama Toeschouwers: 8.000 Scheidsrechter: Michel Kitabdjian (FRA) |

|  |  |  |  |  |  |  |  |  |

### 1969
|                                                                          |                                         |       |                                                          |                                                                                      |
| 18 februari Vriendschappelijk № 101 «onderlinge duels» 16:45 uur (UTC+2) | Israël                                  | 2 – 3 | Zweden                                                   | Bloomfieldstadion, Tel Aviv Toeschouwers: 118.000 Scheidsrechter: Shlomo Merin (ISR) |
| 18 februari Vriendschappelijk № 101 «onderlinge duels» 16:45 uur (UTC+2) | Giora Spiegel 14' (pen.) Roby Young 21' |       | 24' Inge Ejderstedt 30' Hans Selander 82' Rolf Andersson | Bloomfieldstadion, Tel Aviv Toeschouwers: 118.000 Scheidsrechter: Shlomo Merin (ISR) |

|                                                                       |                                                          |       |                                           |                                                                                          |
| 12 maart Vriendschappelijk № 102 «onderlinge duels» 17:30 uur (UTC+2) | Israël                                                   | 3 – 3 | Griekenland                               | Bloomfieldstadion, Tel Aviv Toeschouwers: 15.000 Scheidsrechter: Vasile Dumitrescu (ROU) |
| 12 maart Vriendschappelijk № 102 «onderlinge duels» 17:30 uur (UTC+2) | Roby Young 14' Rahamim Talbi 64' Yehoshua Feigenboim 72' |       | 8' Nikos Gioutsos 23', 48' Nikos Gioutsos | Bloomfieldstadion, Tel Aviv Toeschouwers: 15.000 Scheidsrechter: Vasile Dumitrescu (ROU) |

|                                                                       |                         |       |                   |                                                                                         |
| 23 april Vriendschappelijk № 103 «onderlinge duels» 15:30 uur (UTC+2) | Israël                  | 1 – 1 | Oostenrijk        | Ramat Ganstadion, Ramat Gan Toeschouwers: 32.000 Scheidsrechter: Aurelio Angonese (ITA) |
| 23 april Vriendschappelijk № 103 «onderlinge duels» 15:30 uur (UTC+2) | Yehoshua Feigenboim 20' |       | 39' Wilhelm Kreuz | Ramat Ganstadion, Ramat Gan Toeschouwers: 32.000 Scheidsrechter: Aurelio Angonese (ITA) |

|                                                                     |             |       |                                                   |                                                                                             |
| 28 mei Vriendschappelijk № 104 «onderlinge duels» 20:30 uur (UTC+2) | Griekenland | 1 – 3 | Israël                                            | Leoforos Alexandrasstadion, Athene Toeschouwers: 6.103 Scheidsrechter: Erich Linemayr (AUT) |
| 28 mei Vriendschappelijk № 104 «onderlinge duels» 20:30 uur (UTC+2) | ?           |       | 4' Rahamim Talbi 60' Roby Young 88' Giora Spiegel | Leoforos Alexandrasstadion, Athene Toeschouwers: 6.103 Scheidsrechter: Erich Linemayr (AUT) |

|                                                                          |                                                   |       |                  |                                                                             |
| 25 augustus Vriendschappelijk № 105 «onderlinge duels» 19:00 uur (UTC+1) | Zweden                                            | 3 – 1 | Israël           | Råsundastadion, Solna Toeschouwers: 11.286 Scheidsrechter: Einar Røed (NOR) |
| 25 augustus Vriendschappelijk № 105 «onderlinge duels» 19:00 uur (UTC+1) | Inge Danielsson 10', 74' Leif Eriksson 20' (pen.) |       | 5' Rahamim Talbi | Råsundastadion, Solna Toeschouwers: 11.286 Scheidsrechter: Einar Røed (NOR) |

|                                                                          |                |       |                         |                                                                                              |
| 2 september Vriendschappelijk № 106 «onderlinge duels» 17:30 uur (UTC+1) | West-Duitsland | 1 – 1 | Israël                  | Stadion an den sieben Bäumen, Frechen Toeschouwers: 2.500 Scheidsrechter: Theo Boosten (NED) |
| 2 september Vriendschappelijk № 106 «onderlinge duels» 17:30 uur (UTC+1) | ?              |       | 66' Yehoshua Feigenboim | Stadion an den sieben Bäumen, Frechen Toeschouwers: 2.500 Scheidsrechter: Theo Boosten (NED) |

|                                                                              |                                                                       |       |               |                                                                                       |
| 28 september WK 1970 kwalificatie № 107 «onderlinge duels» 15:00 uur (UTC+2) | Israël                                                                | 4 – 0 | Nieuw-Zeeland | Ramat Ganstadion, Ramat Gan Toeschouwers: 26.669 Scheidsrechter: Davoud Nassiri (IRN) |
| 28 september WK 1970 kwalificatie № 107 «onderlinge duels» 15:00 uur (UTC+2) | Mordechai Spiegler 48' Giora Spiegel 64' Yehoshua Feigenboim 72', 87' |       |               | Ramat Ganstadion, Ramat Gan Toeschouwers: 26.669 Scheidsrechter: Davoud Nassiri (IRN) |

|                                                                           |                                          |       |               |                                                                                                   |
| 1 oktober WK 1970 kwalificatie № 108 «onderlinge duels» 15:00 uur (UTC+2) | Israël                                   | 2 – 0 | Nieuw-Zeeland | Ramat Ganstadion, Ramat Gan Toeschouwers: 10.898 Scheidsrechter: Abolghassem Hadjabolhassan (IRN) |
| 1 oktober WK 1970 kwalificatie № 108 «onderlinge duels» 15:00 uur (UTC+2) | Mordechai Spiegler 25' Giora Spiegel 38' |       |               | Ramat Ganstadion, Ramat Gan Toeschouwers: 10.898 Scheidsrechter: Abolghassem Hadjabolhassan (IRN) |

|                                                                            |                   |       |           |                                                                                            |
| 4 december WK 1970 kwalificatie № 109 «onderlinge duels» 14:15 uur (UTC+2) | Israël            | 1 – 0 | Australië | Ramat Ganstadion, Ramat Gan Toeschouwers: 41.899 Scheidsrechter: Ferdinand Marschall (AUT) |
| 4 december WK 1970 kwalificatie № 109 «onderlinge duels» 14:15 uur (UTC+2) | Giora Spiegel 18' |       |           | Ramat Ganstadion, Ramat Gan Toeschouwers: 41.899 Scheidsrechter: Ferdinand Marschall (AUT) |

|                                                                              |                    |       |                        |                                                                                             |
| 14 december WK 1970 kwalificatie № 110 «onderlinge duels» 16:00 uur (UTC+10) | Australië          | 1 – 1 | Israël                 | Sydney Sports Ground, Sydney Toeschouwers: 29.737 Scheidsrechter: Ferdinand Marschall (AUT) |
| 14 december WK 1970 kwalificatie № 110 «onderlinge duels» 16:00 uur (UTC+10) | Johnny Watkiss 87' |       | 79' Mordechai Spiegler | Sydney Sports Ground, Sydney Toeschouwers: 29.737 Scheidsrechter: Ferdinand Marschall (AUT) |

UEFA: Albanië · België · Bulgarije · Cyprus · Denemarken · West-Duitsland · Duitse Democratische Republiek · Engeland · Finland · Frankrijk · Griekenland · Hongarije · Ierland · IJsland · Italië · Joegoslavië · Luxemburg · Malta · Nederland · Noord-Ierland · Noorwegen · Oostenrijk · Polen · Portugal · Roemenië · Schotland · Sovjet-Unie · Spanje · Tsjecho-Slowakije · Turkije · Wales · Zweden · Zwitserland

CAF: Madagaskar AFC: Israël

IFA · A-internationals · Kwalificatiewedstrijden · Bondscoaches · Statistieken · Israëlisch vrouwenelftal · Olympisch elftal · Israël U21 · Israël U20 · Israël U19 · Israël U18 · Israël U17 · Israël U16
1934 – 1939 · 
1940 – 1949 · 
1950 – 1959 · 
1960 – 1969 · 
1970 – 1979 · 
1980 – 1989 · 
1990 – 1999 · 
2000 – 2009 · 
2010 – 2019 ·
2020 − 2029
WK 1970
1934 · 
1935–1937 · 
1938 · 
1939 · 
1948 · 
1941–1947 · 
1948 · 
1949 · 
1950 · 
1951–1952 · 
1953 · 
1954 · 
1955 · 
1956 · 
1957 · 
1958 · 
1959 · 
1960 · 
1961 · 
1962 · 
1963 · 
1964 · 
1965 · 
1966 · 
1967 · 
1968 · 
1969 · 
1970 · 
1971 · 
1972 · 
1973 · 
1974 · 
1975 · 
1976 · 
1977 · 
1978 · 
1979 · 
1980 · 
1981 · 
1982 · 
1983 · 
1984 · 
1985 · 
1986 · 
1987 · 
1988 · 
1989 · 
1990 · 
1991 · 
1992 · 
1993 · 
1994 · 
1995 · 
1996 · 
1997 · 
1998 · 
1999 · 
2000 · 
2001 · 
2002 · 
2003 · 
2004 · 
2005 · 
2006 · 
2007 · 
2008 · 
2009 · 
2010 · 
2011 · 
2012 · 
2013 · 
2014 · 
2015 ·
2016 ·
2017 ·
2018 ·
2019 ·
2020 ·
2021 ·
2022 ·
2023
Albanië · 
Andorra ·
Argentinië ·
Armenië ·
Australië ·
Azerbeidzjan ·
België ·
Bosnië en Herzegovina ·
Brazilië ·
Bulgarije ·
Chili ·
Colombia ·
Cyprus ·
Denemarken ·
Duitsland ·
Engeland ·
Estland ·
Ethiopië ·
Faeröer ·
Filipijnen ·
Finland ·
Frankrijk ·
Georgië ·
GOS ·
Griekenland ·
Guatemala ·
Honduras ·
Hongarije ·
Hongkong ·
Ierland ·
IJsland ·
India ·
Iran ·
Italië ·
Ivoorkust ·
Japan ·
Joegoslavië ·
Kosovo ·
Kroatië ·
Letland ·
Liechtenstein ·
Litouwen ·
Luxemburg ·
Maleisië ·
Malta ·
Mexico ·
Moldavië ·
Montenegro ·
Myanmar ·
Nederland ·
Nieuw-Zeeland ·
Noord-Ierland ·
Noord-Macedonië ·
Noorwegen ·
Oekraïne ·
Oezbekistan ·
Oostenrijk ·
Pakistan ·
Polen ·
Portugal ·
Roemenië ·
Rusland ·
San Marino ·
Schotland ·
Servië ·
Singapore ·
Slovenië ·
Slowakije ·
Sovjet-Unie ·
Spanje ·
Taiwan ·
Thailand ·
Tsjechië ·
Turkije ·
Uruguay ·
Verenigde Staten ·
Wales ·
Wit-Rusland ·
Zambia ·
Zuid-Afrika ·
Zuid-Korea ·
Zuid-Vietnam ·
Zweden ·
Zwitserland